# Береа (Сату Маре)
Береа (рум. Berea) насеље је у Румунији у округу Сату Маре у општини Чумешти. Oпштина се налази на надморској висини од 130 m.

## Становништво
Према подацима из 2002. године у насељу је живело 197 становника.

### Попис2002.
| Расподела становништва по националности 2002.‍ | Расподела становништва по националности 2002.‍ | Расподела становништва по националности 2002.‍ | Расподела становништва по националности 2002.‍ | Расподела становништва по националности 2002.‍ |
| --------------------------------------------- | --------------------------------------------- | --------------------------------------------- | --------------------------------------------- | --------------------------------------------- |
|                                               |                                               |                                               |                                               |                                               |
| Румуни                                        | Румуни                                        |                                               | 16                                            | 8,1%                                          |
| Мађари                                        | Мађари                                        |                                               | 164                                           | 83,2%                                         |
| Роми                                          | Роми                                          |                                               | 17                                            | 8,6%                                          |